# Mantren (Karangrejo)
Mantren is een bestuurslaag in het regentschap Magetan van de provincie Oost-Java, Indonesië. Mantren telt 2779 inwoners (volkstelling 2010).